# Filetero di Atene
Filetero di Atene (in greco antico: Φιλέταιρος?, Philétairos; ... – IV secolo a.C.) è stato un commediografo ateniese della Commedia di mezzo.

## Biografia e opere
Dalla testimonianza di Ateneo di Naucrati si conosce che Filetero fu un contemporaneo di Iperide (389-322 a.C.), sulla cui passione per i cibi costosi, ed in particolare i pesci, il comico ironizza nel passo citato da Ateneo. Filetero è ricordato tra i figli di Aristofane: secondo la testimonianza di Dicearco, riferita da uno scolio a Platone, fu il terzo figlio di Aristofane; secondo Apollodoro, però, il terzo figlio si chiamava Nicostrato.
Un'iscrizione riporta il suo nome tra i vincitori delle feste Lenee, probabilmente tra il 372 ed il 366 a.C., senza però riferire il titolo della commedia vincente. Delle sue opere, ventuno in tutto secondo la Suida, rimangono 20 frammenti e alcuni titoli, citati dalla Suida e da Ateneo:
- Ἀσκληπιός ("Asklēpiós"), Asclepio
- Ἀταλάντη ("Atalántē"), Atalanta
- Ἀχιλλεύς ("Achilléus"), Achille
- Κέφαλος ("Képhalos"), Cefalo
- Κορινθιαστής ("Korinthiastēs"), Il frequentatore di prostitute
- Κυνηγίας ("Kynēghías"), La cacciatrice
- Λαμπαδηφόροι ("Lampadēphóroi"), I portatori di torce
- Μῆνες ("Mênes"), I mesi
- Τηρεύς ("Tēréys"), Tereo
- Φίλαυλος ("Phílaylos"), L'amante del flauto

Di incerta attribuzione:
- Ἀδωνιάζουσαι ("Adōniázousai"), Le Adoniazuse
- Ἄντυλλος ("Ántyllos"), Antillo[8]
- Οἰνοπίων ("Oinopíōn"), Enopione
- Μέλεαγρος ("Méleagros"), Meleagro[9]